# Telephium imperati
Telephium imperati  es la única especie del género monotípico Telephium de la familia de las cariofiláceas. Es originario de Grecia, Creta, Chipre, Siria, Turquía, Irán, NW, Cáucaso, Pakistán.

## Descripción
Es una pequeña hierba glabra. Los tallos con una base leñosa, muchos, simples, de 5-20 (-30) procumbentes. Hojas de color verde grisáceo, 4-5 x 1-2 mm, elípticas a obovadas, agudas, por debajo una prominente nervadura central. Inflorescencia laxa, delgada. Sépalos de 3-4 mm, oblongo-linear, obtusa,   verde con márgenes escariosos. Pétalos tan largos como los sépalos. Estilos recurvados. Cápsula de 3 mm. Semillas pocas, menos de 1 mm, a veces con el lado aplanado, de color marrón rojizo, ± granulado.

## Taxonomía
Telephium imperati fue descrita por Carlos Linneo  y publicado en Species Plantarum 271. 1753.
Sinonimia
- Merophragma terrestre Dulac
- Raynaudetia mediterranea Bubani[2]